# Same Same But Different
Same Same But Different é um filme alemão de 2009, do gênero drama, dirigido por dirigido por Detlev Buck. É baseado na história verdadeira de Sreykeo Sorvan e Benjamin Prüfer.
O script segue um artigo publicado em 2006 por de Benjamin Prüfer e depois em um livro do mesmo autor, publicado em 2007.
O título 'Same Same But Different' é realmente uma frase inglês-asiática, principalmente usada na Tailândia, apesar do filme se passar no Camboja.
O filme estreou no  62º Locarno International Film Festival em Toronto em 13 de Agosto de 2009.

## Sinopse
Benjamin, um estudante alemão, é um viajante na sua primeira grande tour. Num clube noturno em Phnom Penh ele conhece a jovem local Sreykeo, e se apaixona por ela. Ben opta por esse amor, mesmo que Sreykeo acaba sendo HIV positiva, e parece ser uma prostituta.

## Elenco
- David Kross como Ben
- Apinya Sakuljaroensuk como Sreykeo
- Wanda Badwal como Lilli
- Stefan Konarske como Ed
- Jens Harzer como Henry
- Anne Müller como Claudia
- Michael Ostrowski como Alex
- Marie Jung como Regula
- Lucile Charlemagne como Marie
- Julia Primus como Vanessa
- Constanze Becker como Sibylle
- Olli Dittrich como pai de Ben
- Gilla Cremer como mãe de Ben
- Em Boun Nat como pai de Sreykeo
- Ok Sokha como mãe de Sreykeo
- Anatole Taubman como o gerente de hotel

## Prêmio
O filme de Detlev Buck Same Same But Different esteve no 62º Locarno International Film Festival em Agosto de 2009; e entrou na competição do festival, o "Variety Piazza Grande Award ". Esse prêmio é dado por críticos da revista americana Variety (indústria de entretenimento, indústria de jornais) psrs filme que satisfizeram tanto em qualidades artísticas como de oportunidades de avaliação internacional.

## Datas de lançamento
- Suíça - 13 de Agosto de 2009
- Canadá - 13 de Setembro de 2009
- Estados Unidos - 4 de Novembro de 2009
- Alemanha - 21 de Janeiro de 2010
- Irlanda - 22 de Fevereiro de 2010
- Holanda - 27 de Março de 2010